# Erode (città)
Erode è una suddivisione dell'India, classificata come municipality, di 151.184 abitanti, capoluogo del distretto di Erode, nello stato federato del Tamil Nadu. In base al numero di abitanti la città rientra nella classe I (da 100.000 persone in su).

## Geografia fisica
La città è situata a 11° 20' 60 N e 77° 43' 60 E e ha un'altitudine di 182 m s.l.m..

## Società

### Evoluzione demografica
Al censimento del 2001 la popolazione di Erode assommava a 151.184 persone, delle quali 76.726 maschi e 74.458 femmine. I bambini di età inferiore o uguale ai sei anni assommavano a 13.960, dei quali 7.147 maschi e 6.813 femmine. Infine, coloro che erano in grado di saper almeno leggere e scrivere erano 117.269, dei quali 63.758 maschi e 53.511 femmine.